# Harald Eriksson
Harald Eriksson   (Lycksele, 22 de setembre de 1921 - Umeå, 20 de maig de 2015), a vegades escrit Ericsson, fou un esquiador de fons suec que va competir durant les dècades de 1940 i 1950.
El 1948 va prendre part en els Jocs Olímpics d'Hivern de Sankt Moritz, on guanyà la medalla de plata en la prova del 50 quilòmetres del programa d'esquí de fons. Aquell mateix any guanyà la cursa dels 50 km al Festival d'esquí de Holmenkollen.